# Isla María (República Dominicana)
Isla María es el nombre que recibe una isla de República Dominicana en el mar Caribe o mar de las Antillas. Está localizada al oriente de ese país, entre la isla Saona y la isla la Española en las coordenadas geográficas 18°13′00″N 68°44′00″E / 18.21667, 68.73333. Depende administrativamente de la provincia La Altagracia, adicionalmente también es parte del Parque nacional del Este, un santuario de la flora y fauna dominicana.